# +- Singles 1978-80
+- Singles 1978-80 é uma compilação da banda britânica de pós-punk Joy Division, lançado em Dezembro de 2010.

## Faixas
Todas as faixas por Joy Division
1. "Warsaw" - 2:25
2. "Leaders of Men" - 2:35
3. "No Love Lost" - 3:42
4. "Failures" - 3:45
5. "Digital" - 2:50
6. "Glass" - 3:58
7. "Autosuggestion" - 6:07
8. "From Safety To Where…?" - 2:30
9. "Transmission" - 3:35
10. "Novelty" - 4:01
11. "Atmosphere" - 4:10
12. "Dead Souls" - 4:54
13. "Komakino" - 3:53
14. "Incubation" - 2:52
15. "As You Said" - 2:00
16. "Love Will Tear Us Apart" - 3:25
17. "These Days" - 3:27
18. "She's Lost Control" - 4:45
19. "Love WIll Tear Us Apart" (Peninne Version) - 3:13
20. "Isolation" - 2:53
21. "Heart & Soul" - 5:50

### Extras
Vídeos musicais e performances ao vivo (iTunes LP)
1. Colony (Live at the Apollo - 1979)
2. Love Will Tear Us Apart
3. Transmission (BBC2's Something Else - 1979)
4. Atmosphere